# 와리오 랜드: 슈퍼 마리오 랜드 3
와리오 랜드: 슈퍼 마리오 랜드 3(Wario Land: Super Mario Land 3, 일본어: スーパーマリオランド3 ワリオランド) 또는 슈퍼 마리오 랜드 3: 와리오 랜드는 닌텐도가 게임보이용으로 개발한 1994년 플랫폼 게임이다. 와리오를 처음으로 플레이 가능한 캐릭터이자 주요 캐릭터로 장식한 비디오 게임이며 캡틴 시럽과 브라운 슈거 해적이 처음 등장한다.
이 게임은 나중에 닌텐도 이숍을 통해 닌텐도 3DS의 버추얼 콘솔 서비스용으로 출시되었으며 평론가들로부터 긍정적인 평가를 받았다.

## 평가
| 평가                                                                               |        |
| ---------------------------------------------------------------------------------- | ------ |
| 통합 점수 통합사 점수 게임랭킹스 81.00% [ 1 ] 평론 점수 평론사 점수 EGM 7/10 [ 2 ] |        |
| 통합 점수                                                                          |        |
| 통합사                                                                             | 점수   |
| 게임랭킹스                                                                         | 81.00% |
| 평론 점수                                                                          |        |
| 평론사                                                                             | 점수   |
| EGM                                                                                | 7/10   |